# Кишфалуди, Карой
Карой Кишфалуди (венг. Kisfaludy Károly; 5 февраля 1788, Тет — 21 ноября 1830, Будапешт) — венгерский драматург, художник и поэт. Младший брат Шандора Кишфалуди. Карой Кишфалуди считается родоначальником венгерской драматургии и лидером первого поколения венгерских романтиков.

## Биография
Карой Кишфалуди родился в знаменитой дворянской семье и был восьмым ребёнком. Рождение Кароя стоило жизни его матери, и, вероятно, поэтому отец Кароя на протяжении всей жизни холодно относился к своему младшему сыну.
В 16 лет Карой отправился служить в армию и участвовал во многих битвах Наполеоновских войн в Италии, Сербии и Баварии. В это время Карой стал знаменит в Вене как художник-пейзажист, тем самым внеся свою лепту в историю становления венгерской живописи. Свои первые лирические произведения Кишфалуди написал также во время службы в армии. Демобилизовавшись в 1810 году, Кишфалуди изучал искусство и путешествовал по Австрии и Италии. В 1817 году Кишфалуди вернулся в Венгрию. Слава драматурга настигла его в 1819 году после успеха его трагедий «Татары в Венгрии» (A tatárok Magyarországon) и «Илка, или Взятие Нандорфейервара» (Ilka, vagy Nándorfehérvár bevétele). Драмы Кишфалуди, переведённые на немецкий язык, были приняты к постановке в Вене.
Поэтическое признание Карой Кишфалуди заслужил своим эпосом «Мохач» (Mohács), посвящённым печальным для венгров событиям 1526 года. Вместе со старшим братом Шандором Карой Кишфалуди организовал журнал «Аврора». После 1826 года Карой Кишфалуди обратился к народному творчеству и писал фольклорные песни, которые публиковались в «Авроре». Песни Кишфалуди получили широкую известность и заложили основу успеха творчества Шандора Петёфи.
Карой Кишфалуди умер в своей квартире на улице Ваци 21 ноября 1830 года от туберкулёза. В память о Карое Кишфалуди в 1836 году Михай Вёрёшмарти и Йожеф Байза основали Общество Кишфалуди.

## Работы

### Картины
выставленные в Венгерской национальной галерее:
«László király a cserhalmi ütközetben» Король Ласло в битве под Черхаломом (1826-30 гг.)
«Éjjeli szélvész» Ночной шторм (1820-е гг.)
«Tengeri vész» Морское бедствие (1820-е гг.)
«Osszián keservei» Печали Оссиана (после 1822 г.)
«Ivóban» В таверне (1820-е гг.) в коллекции Gábor Kovács
«Kikötő holdfényben» Гавань в лунном свете (1820-е гг.) в коллекции Литературного музея Петофи
«Szerelmesek» Возлюбленные (1823)
«Hajótöröttek» Кораблекрушение
В Балатонфюреде в его честь названа галерея.

Венгерская национальная галерея
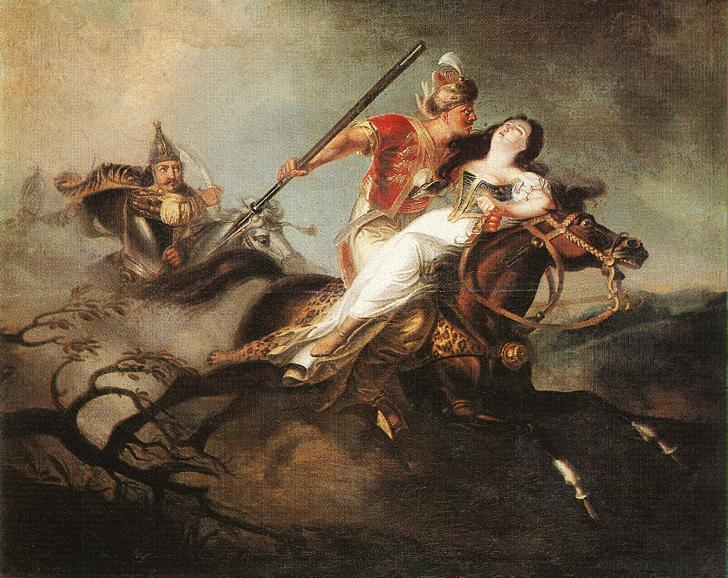
Король Ласло в битве под Черхаломом «László király a cserhalmi ütközetben»
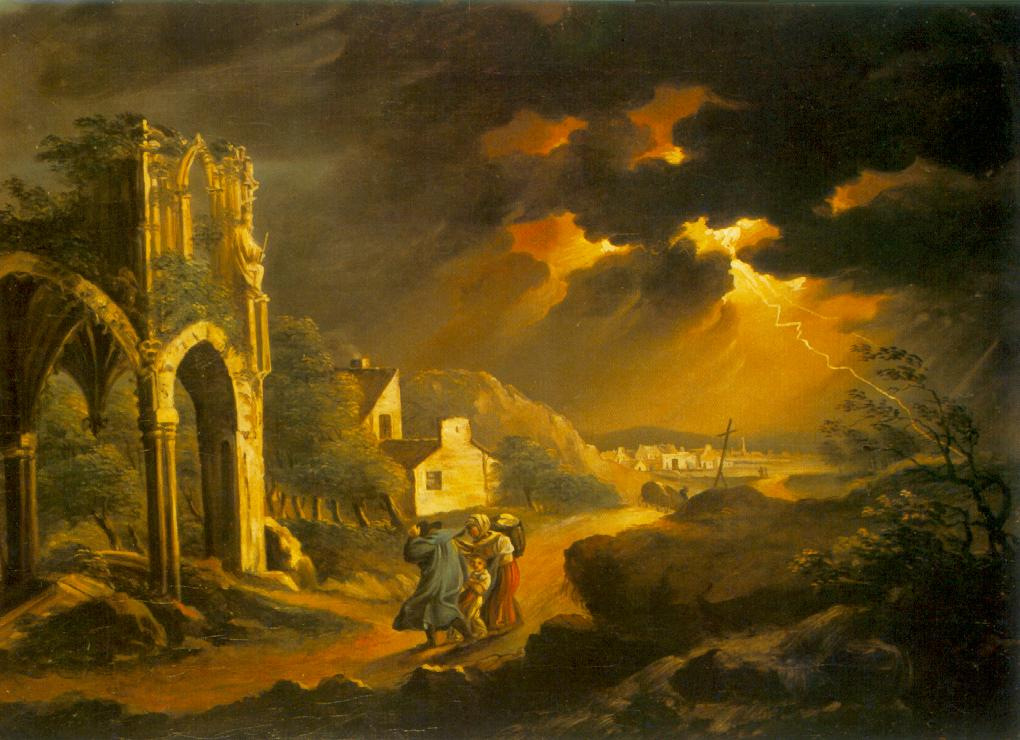
Ночной шторм «Éjjeli szélvész»
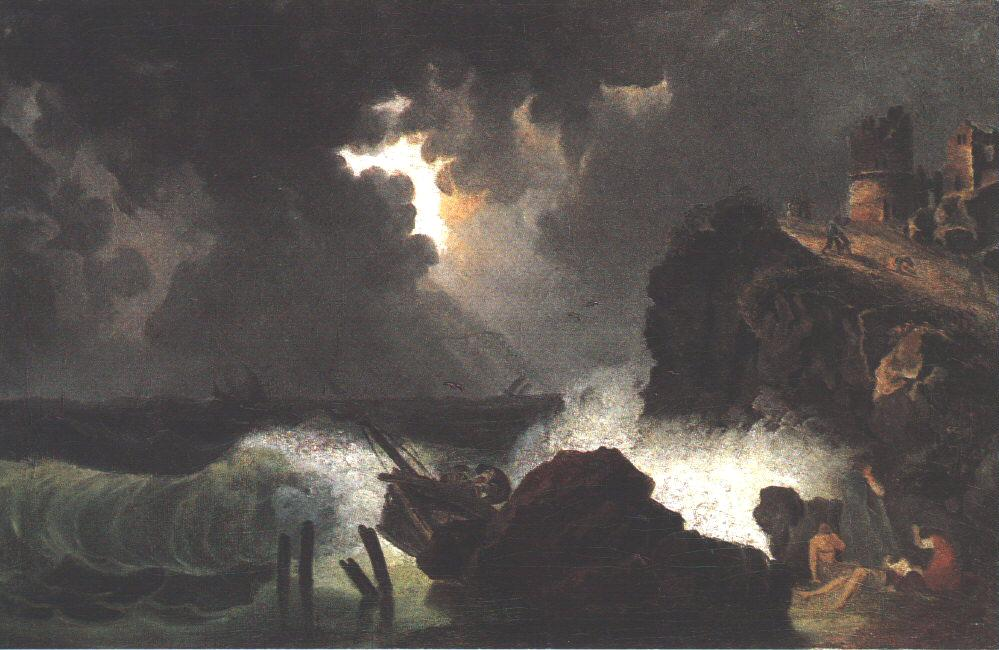
Морское бедствие «Tengeri vész»
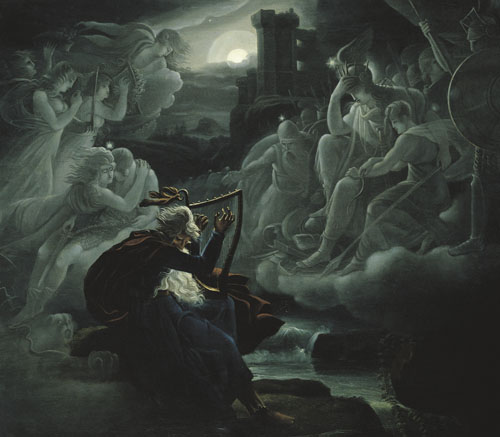
Печали Оссиана «Osszián keservei»

## Память
В честь Кишфалуди с 1949 по 1992 Национальный театр города Дьёр назывался Театром имени Кароя Кишфалуди. Также его именем названы улица в городе Матесалька, школа в городе Мохач, смотровая площадка на берегу около Balatonakarattya и библиотека «Kisfaludy Károly Megyei Könyvtár» в г. Дьёр. Портрет Кишфалуди выпущен на почтовой марке Венгии в 1980 году.

### Памятники
Ему поставлены памятник, несколько статуй и бюстов.
- Памятник перед местом рождения Кароли Кишфалуди, г. Тет.
- Статуя на площади Бечи капу[венг.] в г. Дьёр  (Mátrai Lajos György[венг.], 1892)
- Статуя в г. Дебрецен (1961)
- Бюст в Венгерском национальном музее (работа Иштвана Ференци, 1836).
- Бюст из известняка в Мемориальном доме Кишфалуди «Kisfaludy Emlékház». Скульптор Károly Antal[англ.], 1974.
- Бронзовый бюст в школе им. Кароя Кишфалуди[венг.] г. Мохач. Скульптор: Ева Мария Габор[пол.], 1985
- Памятный обелиск на месте захоронения выполнен мастерской Герендеев[венг.]
- Мемориальная доска на доме 19-21, улица Ваци, Будапешт

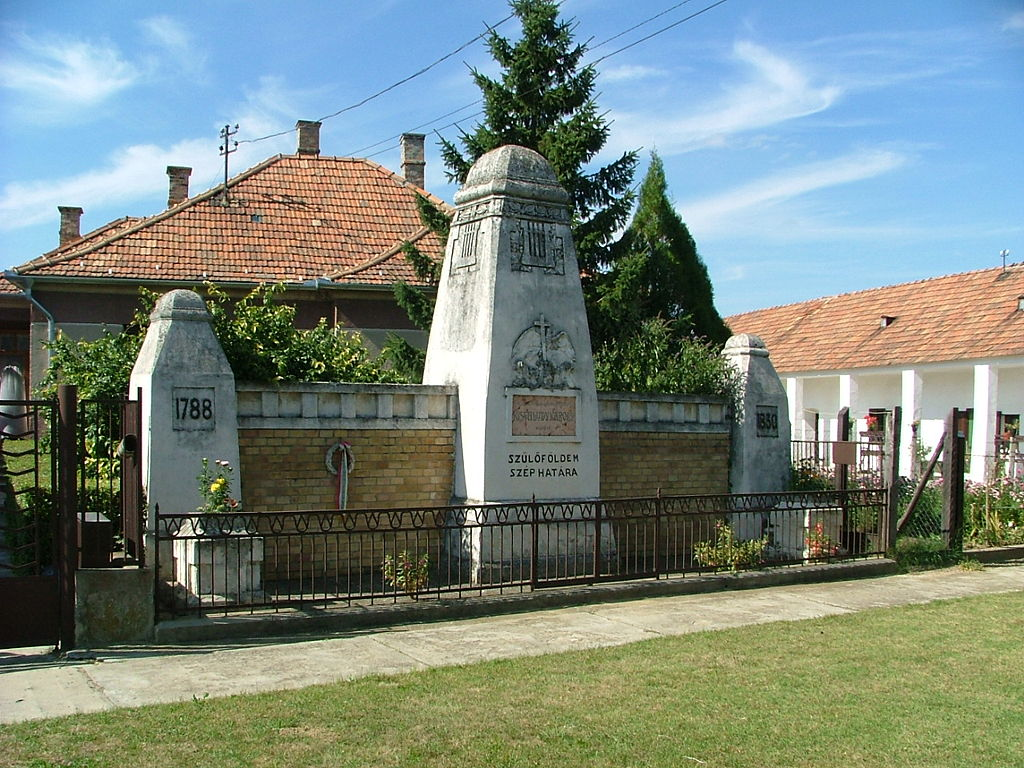
Памятник перед местом рождения Кароли Кишфалуди, г. Тет.
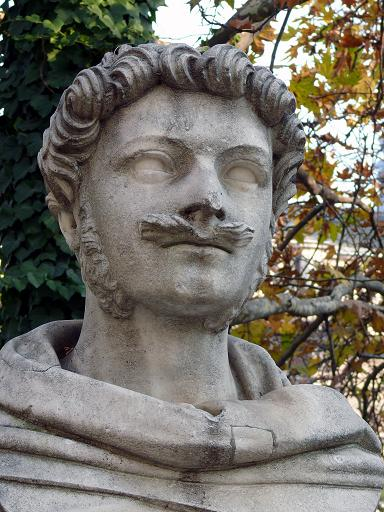
Бюст в Венгерском национальном музее
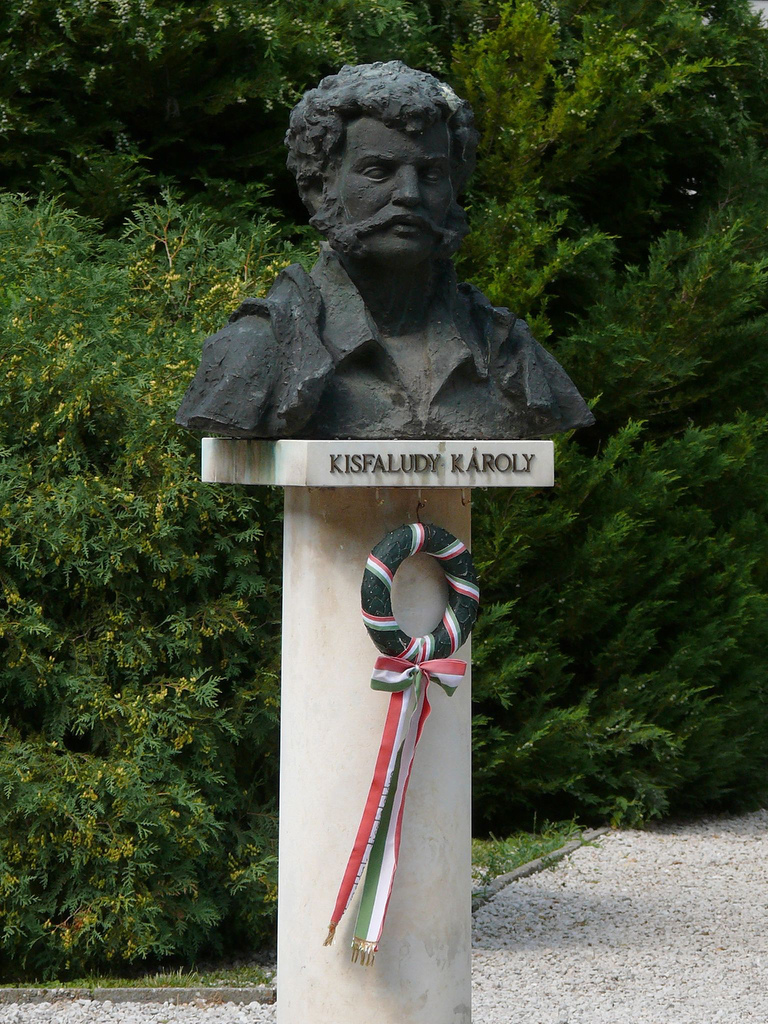
Бронзовый бюст в школе им. Кароя Кишфалуди[венг.] г. Мохач.
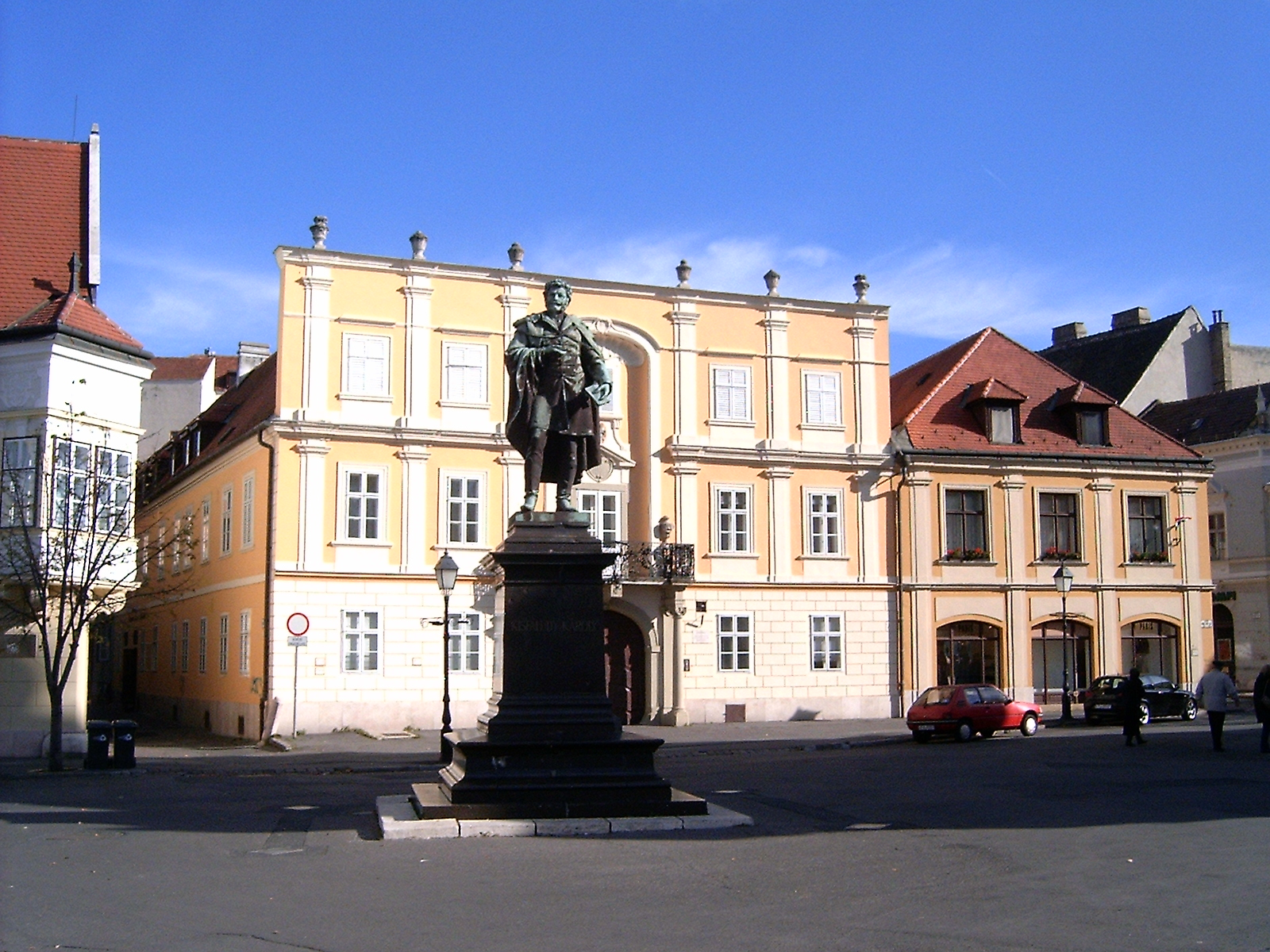
Памятник на площади Бечи капу[венг.] в г. Дьёр
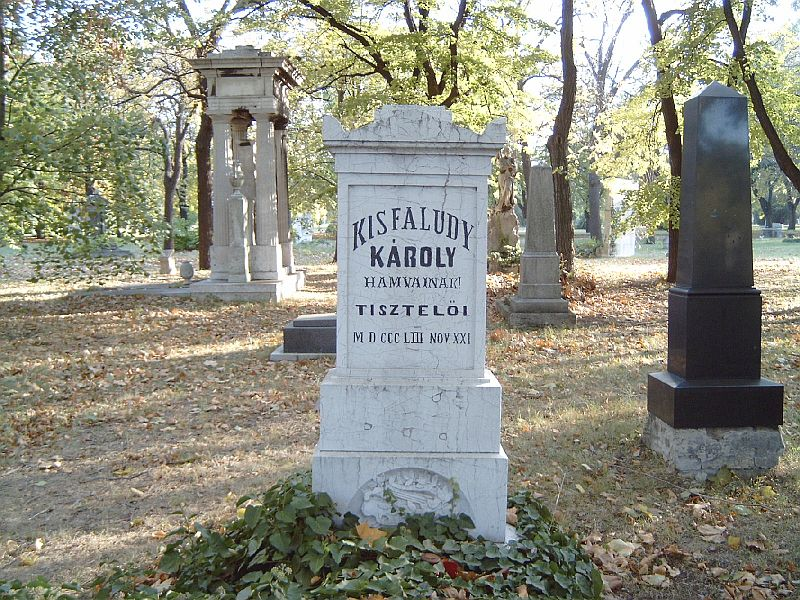
Могила Кароли Кишфалуди содержащая прах (венг. hamvainak) в Будапеште, кладбище Керепеши. Работа мастерской Герендеев[венг.]
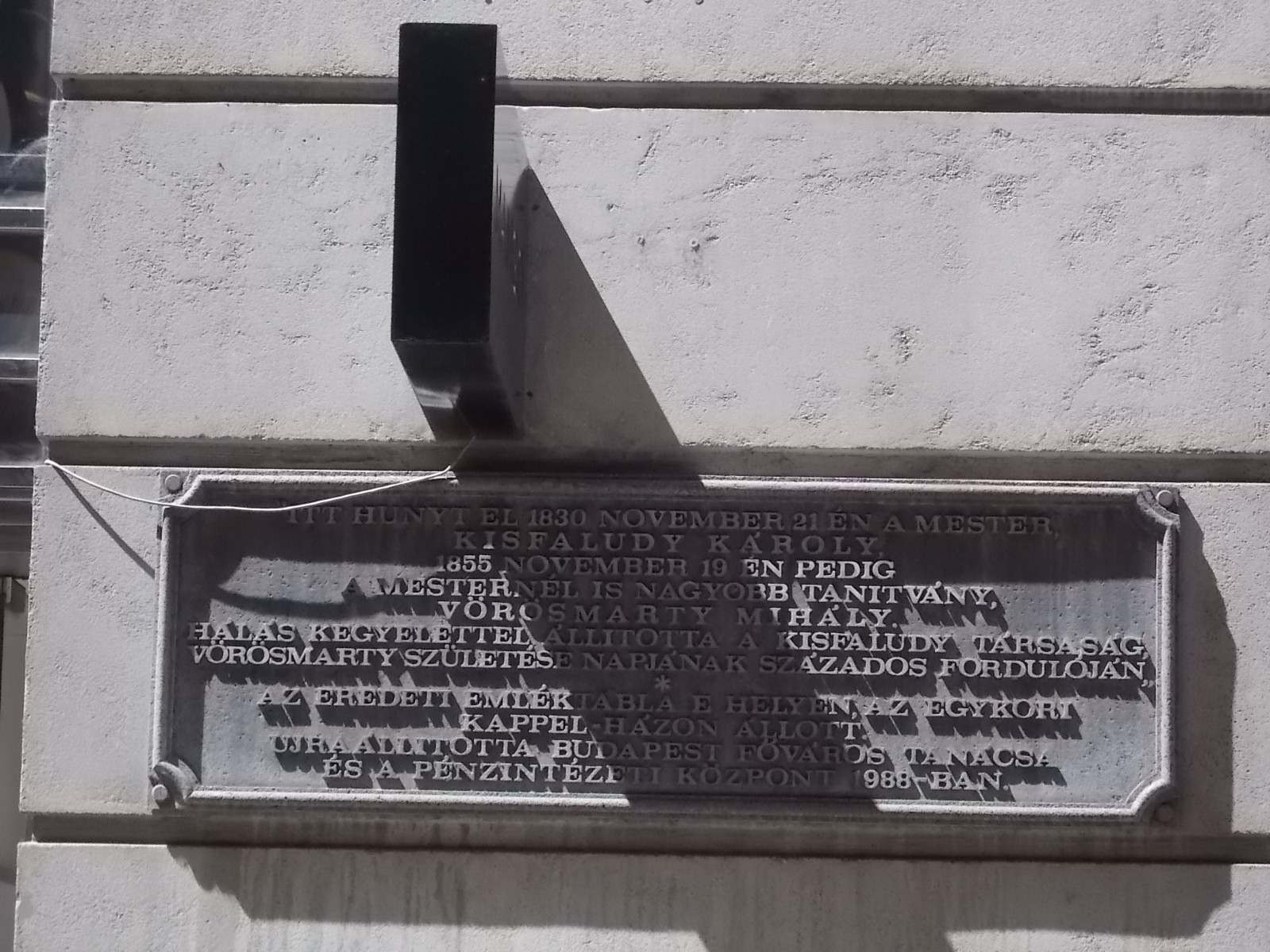
Мемориальная доска